# Chelyoidea
Chelyoidea ist eine Gattung der Buckelzirpen mit nur fünf Arten, die im nördlichen Südamerika und in Mittelamerika (auch auf Karibischen Inseln) vorkommen.
Die Celyoidea-Zikaden sind etwa 4 bis 6 mm lang. Die Gesamtform ist fast halbkugelig und wird oft mit einer Schildkröte oder einem glänzenden Marienkäfer verglichen. Das Pronotum bedeckt den Hinterleib und die Flügel weitgehend. Vorne seitlich hat das Pronotum zwei Spitzen, die an kleine Ohren erinnern. Das Pronotum ist glänzend, meistens deutlich punktiert und nur an einigen Stellen behaart. Die Grundfarbe ist meistens dunkel, aber Teile des Pronotums, vor allem am hintere Ende, können auch blaugrün oder gelb sein. Manche Arten sind auch gefleckt. Die sehr nahe verwandte Gattung Todea kann vor allem durch Genitaluntersuchungen abgegrenzt werden.

## Lebensweise
Diese Buckelzirpen kommen oft in Gruppen mit kleinen Ameisen vor. Die Ameisen bauen für die Zikaden kleine Unterstände, in denen die Eier und Larven geschützt sind. Bei Regenwetter und über Nacht kommen auch die adulten Zikaden in diese Unterstände. Die Chelyoidea-Zikaden wurden auf Pflanzen vom mindestens fünf verschiedenen Familien gefunden.